# Emarginata tractrac
A Emarginata tractrac a madarak osztályának verébalakúak (Passeriformes) rendjébe és a légykapófélék (Muscicapidae) családjába tartozó faj.

## Rendszerezése
A fajt John Wilkes angol nyomdász írta le 1817-ben, a Motacilla nembe Motacilla tractrac néven. Sorolták a Cercomela nembe Cercomela tractrac néven is.

## Alfajai
- Emarginata tractrac hoeschi (Niethammer, 1955) - délnyugat-Angola és északnyugat-Namíbia
- Emarginata tractrac albicans (Wahlberg, 1855) - nyugat-Namíbia
- Emarginata tractrac barlowi (Roberts, 1937) - dél-Namíbia
- Emarginata tractrac nebulosa (Clancey, 1962) - délnyugat-Namíbia
- Emarginata tractrac tractrac (Wilkes, 1817) a Dél-afrikai Köztársaság nyugati része

## Előfordulása
Afrika déli részén, Angola, a Dél-afrikai Köztársaság és Namíbia területén honos. Természetes élőhelyei a szubtrópusi vagy trópusi sivatagok, gyepek és cserjések. Állandó, nem vonuló faj.

## Megjelenése
Testhossza 15 centiméter.
|  |

## Életmódja
Többnyire a földön keresgéli rovarokból álló táplálékát.

## Szaporodása
Rendszerint bokor alá készíti csésze alakú fészkét.

## Természetvédelmi helyzete
Az elterjedési területe rendkívül nagy, egyedszáma pedig stabil. A Természetvédelmi Világszövetség Vörös listáján nem fenyegetett fajként szerepel.